# François Charles du Barail
Le comte François Charles du Barail (né à Versailles le 25 mai 1820 et mort à Neuilly-sur-Seine le 30 janvier 1902) est un général de division français qui fut ministre de la Guerre sous la présidence du maréchal de Mac Mahon.

## Biographie

### Enfance
François Charles du Barail appartient à une lignée militaire, il est né à Versailles où son père Charles du Barail est chef d'escadron. Il passe son enfance dans la ville prestigieuse de Louis XIV. Il rêve d'appartenir plus tard aux gardes du corps de la compagnie de Noailles dont il est le voisin. Dans ses mémoires, le général redit ce rêve sans penser alors qu'il reviendrait dans ce voisinage comme commandant du régiment de cuirassiers puis ministre de la Guerre.

### Carrière
À dix-neuf ans, il s’engagea dans les spahis d’Oran, se signala par sa bravoure devant Mostaganem en février 1840, fut cité à l’ordre de l’armée en 1842 et nommé, cette même année, sous-lieutenant. Décoré pour sa conduite à la prise de la smala d'Abd el-Kader, il obtint le grade de lieutenant après la bataille de l’Isly, où il fut blessé, et, à la suite des combats devant Laghouat, il fut promu chef d’escadrons au 5e régiment de hussards.
L’année suivante, M. du Barail était lieutenant-colonel et appelé au commandement supérieur du cercle de Laghouat, qu’il quitta pour passer aux chasseurs de la Garde. Nommé colonel au 1er régiment de cuirassiers le 30 décembre 1857, il revint en Afrique, en 1860, à la tête du 3e Chasseurs et prit part, avec deux escadrons de ce régiment, à la guerre du Mexique en 1862.
Lors de la déclaration de guerre à la Prusse, le 16 juillet 1870, Barail reçut le commandement d’une division de cavalerie comprenant quatre régiments de chasseurs d’Afrique. Sa conduite lui valut le grade de général de brigade, et le 23 mars 1871 celui de divisionnaire. Durant la campagne de 1871 à l'intérieur, il commande le 3e corps d'armée de l'armée régulière dite versaillaise, et participe à la répression de la Commune durant la Semaine sanglante.
De mai 1873 à mai 1874, il est ministre de la Guerre dans le gouvernement d'Albert de Broglie. On lui doit notamment la loi sur l'organisation générale de l'armée.
Il prend ensuite le commandement du 9e corps d'armée. Durant la crise du 16 mai 1877, il désapprouve la pusillanimité du maréchal de Mac Mahon et déplore qu'il n'ait pas fait arrêter les auteurs du Manifeste des 363. En décembre 1877, sous le gouvernement Gaëtan de Rochebouët, il est soupçonné d'avoir participé aux préparatifs d'un coup d’État militaire pour maintenir l'Ordre moral au pouvoir.
Après une enquête parlementaire sur le sujet, et les élections sénatoriales de 1879, le général Gresley, officier libéral placé au ministère de la Guerre par le Centre gauche, propose au président et maréchal Mac-Mahon un décret relevant de leur fonction les généraux commandants de corps d'armée Bataille, Bourbaki, Barail, Lartigue et Ducros, ainsi que le déplacement d'autres commandants de corps d'armée (Aumale, Deligny, Douay et Montaudon), ce que le maréchal refuse. Le décret est signé le 11 février par Jules Grévy.

### Soutien bonapartiste
Le général accompagne Napoléon III lors de la guerre de 1870, il lui reste fidèle et préside des assemblées bonapartistes. Il succède en 1888 au duc de Padoue en tant que président des comités impérialistes de la Seine. Il est remplacé dans ces fonctions par le baron Jules Legoux vers 1890.

### Fin de vie
Après sa mise en disponibilité par Jules Grévy, il se consacre à l'écriture de ses mémoires. En 1898, il est candidat à l'Académie française.

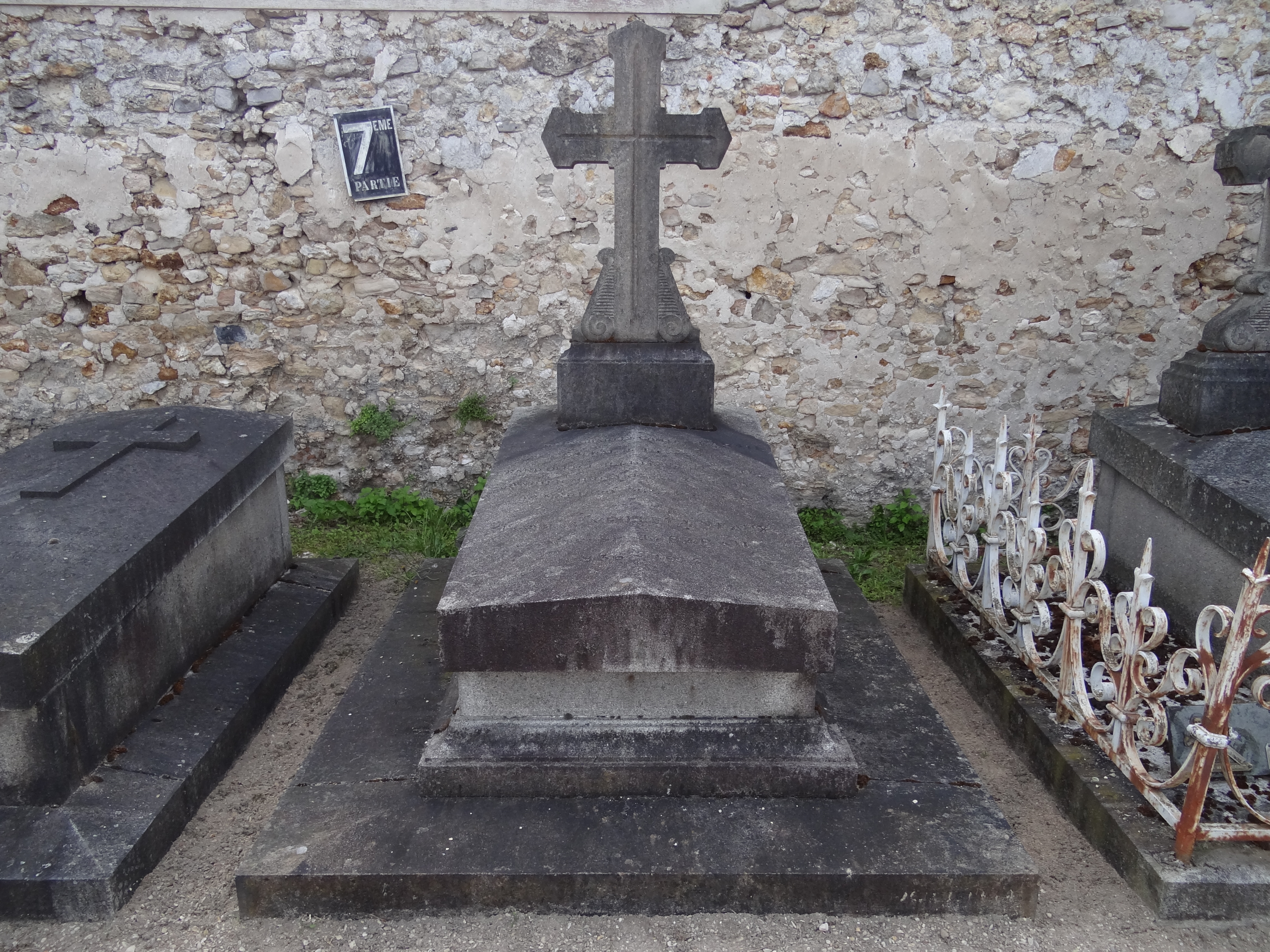
La tombe de François Charles du Barail au cimetière ancien de Meaux (Seine-et-Marne).

Mort à Neuilly le 30 janvier 1902, il est inhumé au cimetière ancien de Meaux.

## Écrits
- Mes souvenirs - t. 1 - 1820-1851, Plon, Nourrit et Cie, 1897 (lire en ligne)
- Mes souvenirs - t. 2 - 1851-1864, Plon, Nourrit et Cie, 1898 (lire en ligne)
- Mes souvenirs - t. 3 - 1864-1879, Plon, Nourrit et Cie, 1898 (lire en ligne)